# Denemarken op de Olympische Winterspelen 1968
Tijdens de Olympische Winterspelen van 1968, die in Grenoble (Frankrijk) werden gehouden, nam Denemarken voor de vijfde keer deel.

## Deelnemers en resultaten

### Langlaufen
| Olympiër        | Discipline | Resultaat | Prestatie            |
| --------------- | ---------- | --------- | -------------------- |
| Svend Carlsen   | 15 km (m)  | 57e       | 56.09,5 (+8.15,3)    |
| Svend Carlsen   | 30 km (m)  | 53e       | 1:50.51,8 (+15.12,6) |
| Apollo Lynge    | 15 km (m)  | 67e       | 1:00.34,8 (+12.40,6) |
| Apollo Lynge    | 30 km (m)  | 62e       | 1:55.40,0 (+20.00,8) |
|                 |            |           |                      |
| Kirsten Carlsen | 5 km (v)   | 34e       | 19.56,6 (+3.11,4)    |
| Kirsten Carlsen | 10 km (v)  | 32e       | 46.56,2 (+10.09,7)   |

Argentinië · Australië · Bondsrepubliek Duitsland · Bulgarije · Canada · Chili · Denemarken · Duitse Democratische Republiek · Finland · Frankrijk · Griekenland · Groot-Brittannië · Hongarije · IJsland · India · Iran · Italië · Japan · Joegoslavië · Libanon · Liechtenstein · Marokko · Mongolië · Nederland · Nieuw-Zeeland · Noorwegen · Oostenrijk · Polen · Roemenië · Sovjet-Unie · Spanje · Tsjecho-Slowakije · Turkije · Verenigde Staten · Zuid-Korea · Zweden · Zwitserland